# Родзинкові бомбардувальники

Жителі Берліна спостерігають за приземленням «родзинкового бомбардувальника». 1948

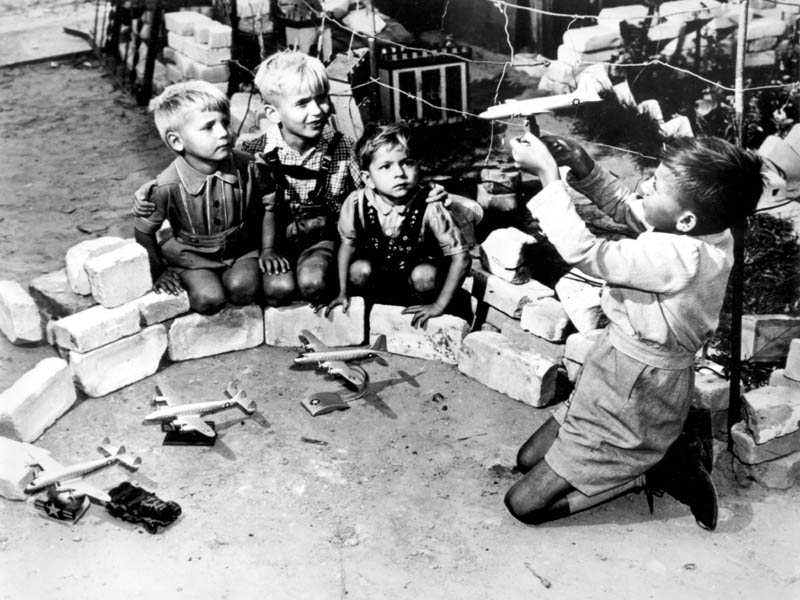
Берлінські діти грають в повітряний міст

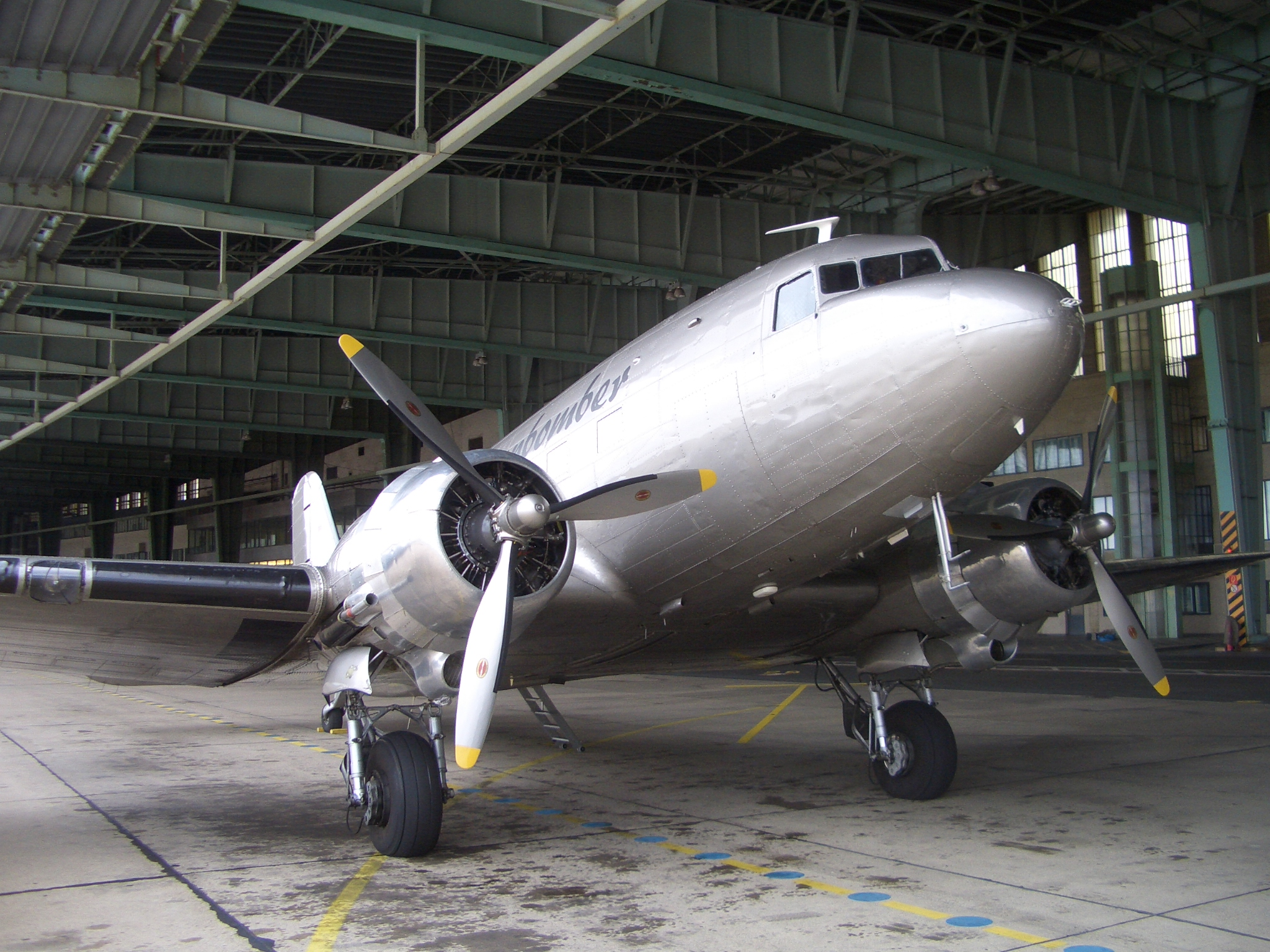
Родзинковий бомбардувальник — двомоторний C-47 «Скайтрейн»

Родзинкові бомбардувальники (нім. Rosinenbomber, англ. Raisin bombers) — прізвисько, яке одержали літаки союзників, котрі забезпечували продовольством та іншими предметами першої необхідності західні сектори Берліна берлінським повітряним мостом під час блокади Берліна у 1949 році.
«Родзинковими» їх назвали після того, як за власною ініціативою американські екіпажі перед посадкою почали скидувати берлінським дітям невеликі пакети зі солодощами на саморобних маленьких парашутиках. В цих пакетиках найчастіше були шоколад і жувальна гумка, а також, ймовірно, родзинки.
Ідею солодощів на парашутиках приписують Гейлу Хелворсену. Він першим став прив'язувати носові хусточки як парашутики до упаковок шоколадних вафель, котрі він одержував в посилках з дому, і скидати цей вантаж перед посадкою в Берліні. Коли про таємні «бомбардування» дізнався командир Хелворсена, до акції через деякий час приєднались і інші пілоти, а збір солодощів, котрий отримав назву «Operation Little Vittles», охопив усі Сполучені Штати.
У наш час «родзинковими бомбардувальниками» називають всі літаки, що брали участь у берлінському повітряному мості, хоч не всі з них брали участь в «солодких» бомбардуваннях. Найчастіше в «родзинкових бомбардуваннях» брали участь американські літаки Douglas C-47 Skytrain та Douglas C-54 Skymaster.
У перевезеннях провіанту в рамках берлінського повітряного моста були задіяні пілоти з декількох країн та літаки різних типів. Польоти здійснювались не лише в Темпельхоф, навіть на річці Гафель в берлінському районі Кладов приземлялись британські гідроплани. Маршрути берлінського повітряного мосту в аеропорт Темпельхоф та побудований під час блокади Берліна аеропорт Тегель пролягали над густонаселеними міськими кварталами, де в очікуванні «родзинкових бомбардувальників» після школи збирались юрби дітей.

## Зовнішні посилання
- Berlin-Airlift Veterans Association(англ.)
- "Why We Did What We Did" Сторінки пілотів «родзинкових бомбардувальників»(англ.)
- Rosinenbomber Haus der Geschichte der Bundesrepublik Deutschland (Museum in Bonn, Germany)(англ.)
- Operation Plainfare Внесок Британії до берлінського повітряного мосту(англ.)
- «Rosinenbomber», Auszüge aus der Objektbroschüre, Stiftung Haus der Geschichte der Bundesrepublik Deutschland, Berlin, 1996(нім.)
- «Rosinenbomber», Auszüge aus DVD, Rundflugangebote, und technische Details, Air Service Berlin CFH GmbH, Schönefeld(нім.)